# Flora (Cologne)
Flora est un jardin botanique situé à Cologne en Allemagne, sur un parc de 11,5 hectares, à côté du Zoo de Cologne, dans le quartier de Riehl.
Le jardin date de 1863 lorsqu'une entreprise crée le parc Flora (5,5 hectares) en remplacement de l'ancien jardin botanique de la ville, détruit pour construire la gare centrale. Conçu par Peter Joseph Lenné en 1864 dans un style mixte, il incorpore des éléments de jardin paysager baroque français, Renaissance italienne et anglais. En son centre se trouve une orangerie en fonte et en verre qui sert de lieu d'exposition à la fin du XIXe siècle, dont des expositions horticoles en 1875 et 1888, et une exposition industrielle en 1889. Frauen-Rosenhof, un jardin Art nouveau, est ajouté en 1906.
Entre 1912 et 1914, en raison de problèmes financiers, le jardin est acquis par la ville qui, en 1914, y installe un jardin botanique adjacent (4,5 hectares). Ces deux jardins sont réunis en 1920, avec de nouvelles serres et maisons d'exposition de plantes exotiques et tropicales ajoutées dans les années 1950.
Le parc Flora est restauré en 1987 et contient aujourd'hui un jardin Renaissance italienne avec des pergolas, une cascade et le temple Flora (depuis quelques années restauré), entouré de jardins dans un style de paysage anglais, ainsi qu'un jardin de bruyère, un jardin de fougères, un jardin des parfums, un jardin méditerranéen et un étang. Il contient également un certain nombre d'arbres remarquables, certains datant de l'établissement du jardin ; plus de 60 spécimens ont été classés monuments naturels.

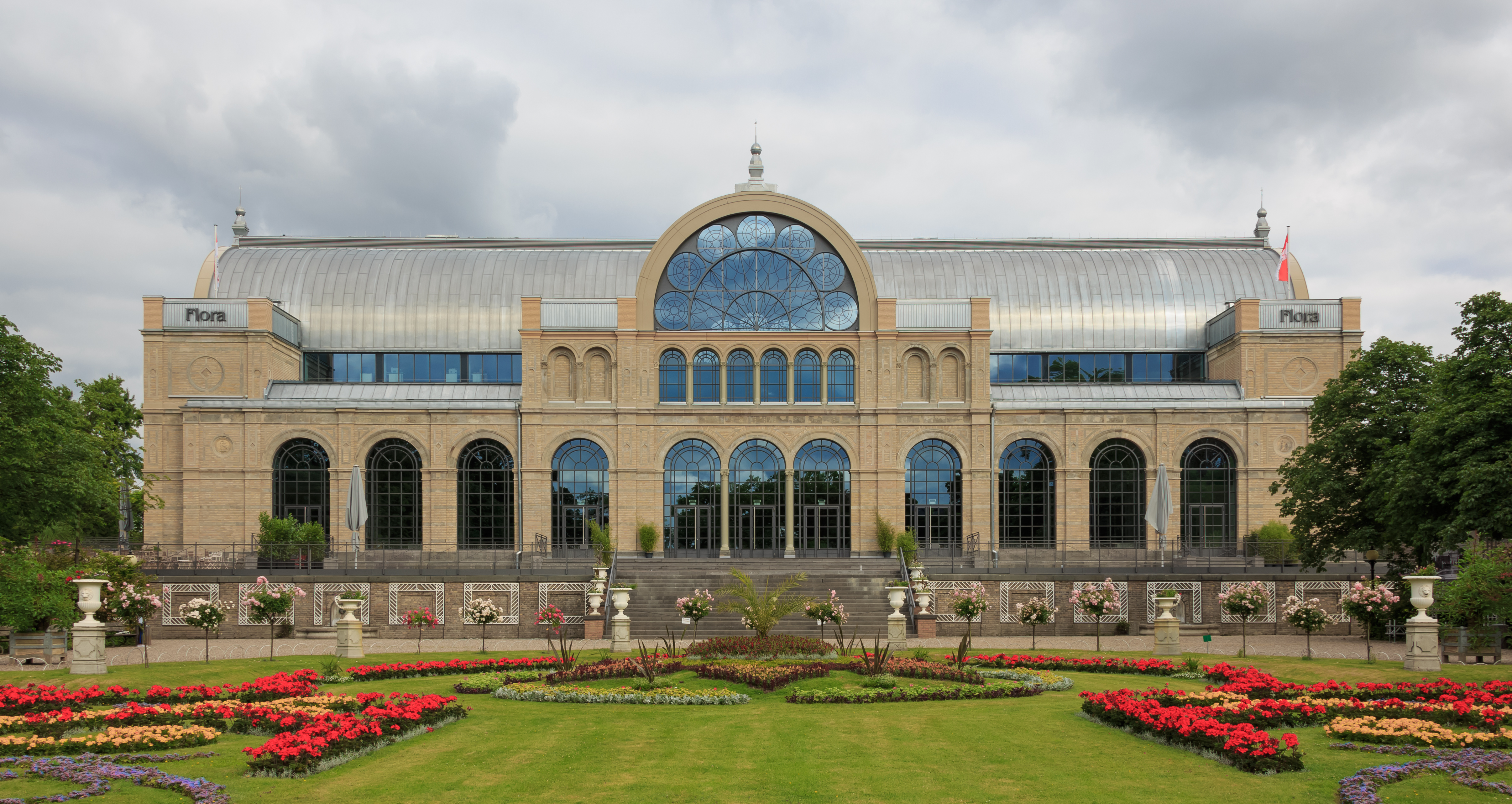
Flora Köln.
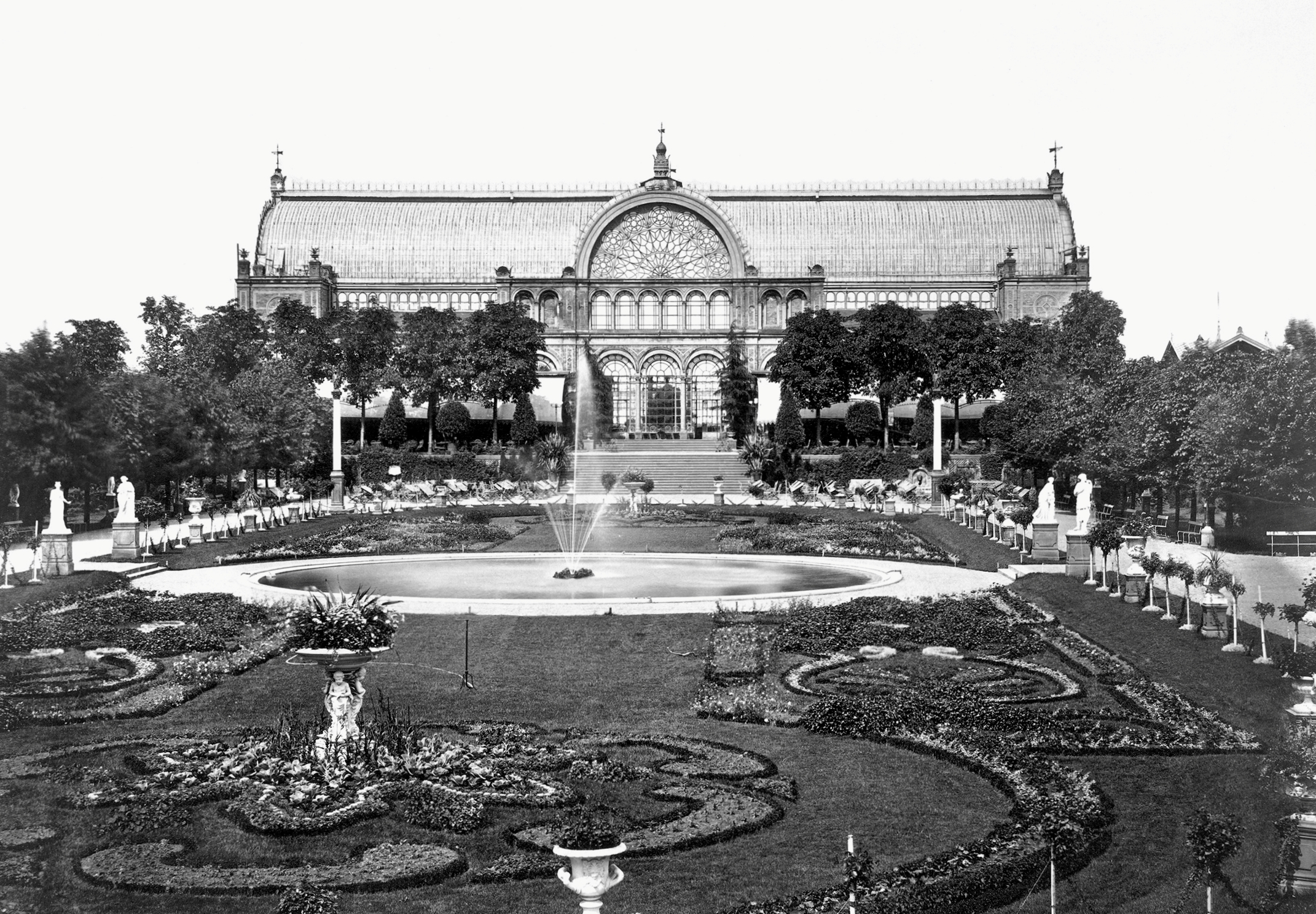
En 1880.
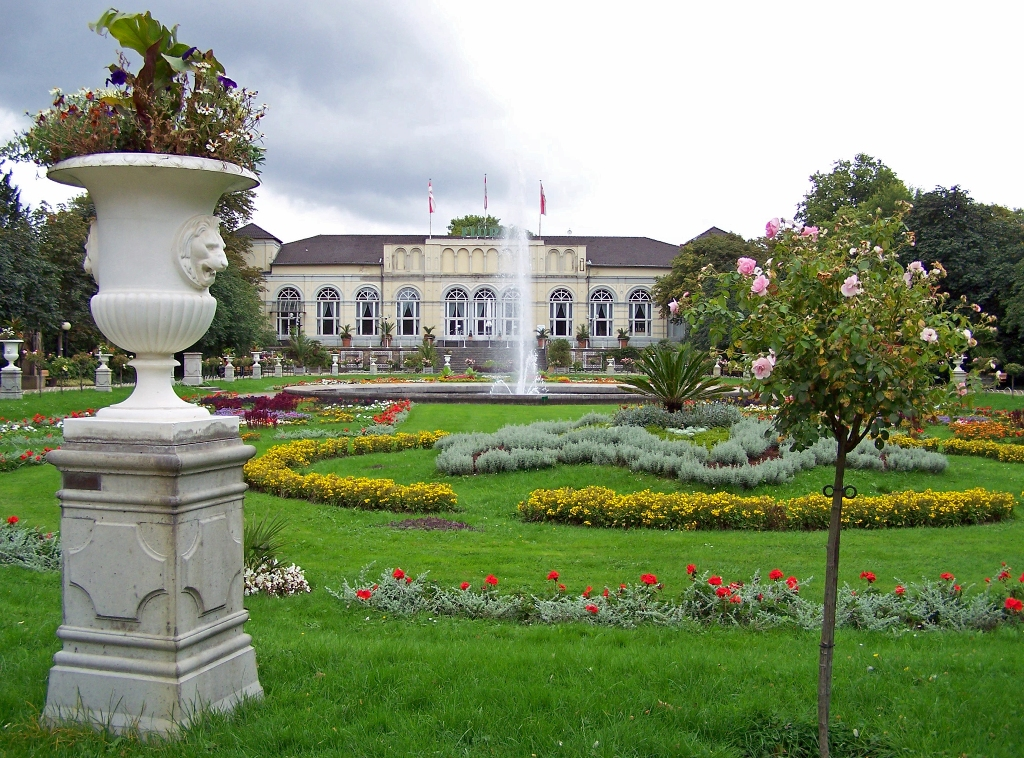
En 2007.

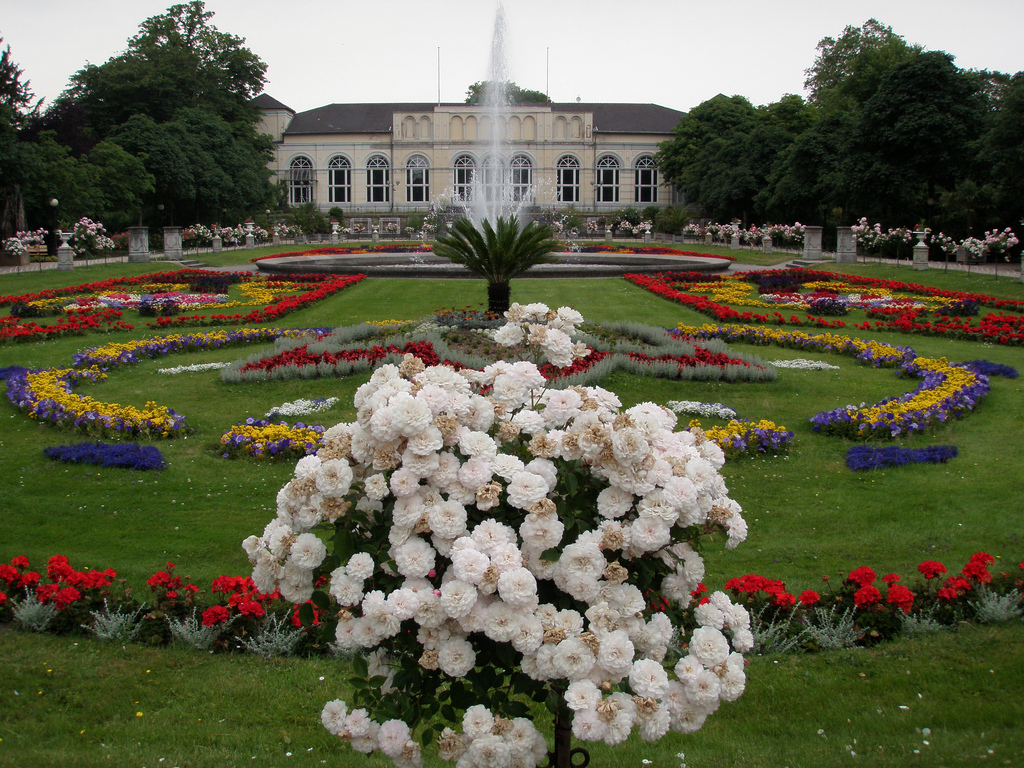
En 2011.
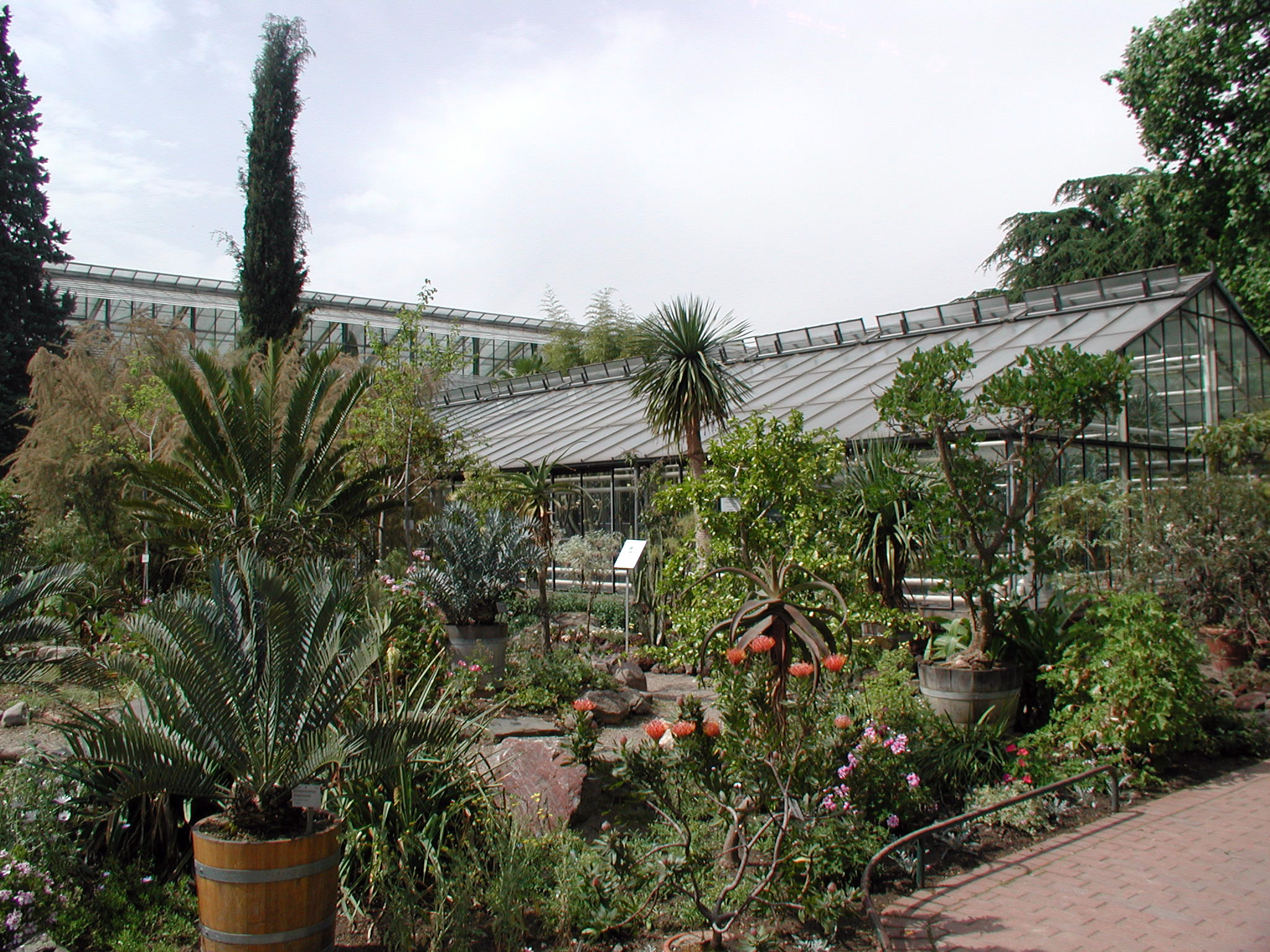
Kaktus Haus.

Le jardin botanique cultive près de 10 000 types de plantes, dont environ 2 000 espèces dans son jardin alpin. Il contient également des collections de magnolias, de rhododendrons, de conifères, d'érables et de hamamélidacées, ainsi qu'un jardin de plantes médicinales et un jardin paysan de cultures locales. Environ 5 000 espèces sont présentées dans quatre serres d'exposition.
- Serre principale - plantes de la forêt tropicale humide.
- Petite maison tropicale - cultures tropicales telles que le bambou, la cannelle, le cacao, le cocotier, le café, l'ananas, la canne à sucre et la vanille, ainsi que des plantes aquatiques et des marais, y compris le riz, le taro, le lotus et les nénuphars.
- Maison subtropicale (ouverte en 1964) - plantes subtropicales des Amériques, d'Afrique, d'Asie et d'Australie, y compris les camélias, les protéas et les fougères arborescentes.
- Maison de cactus - cactus et plantes succulentes des déserts et semi-déserts du monde.